# الجمعية الوطنية لفيتنام
الجمعية الوطنية لجمهورية فيتنام الاشتراكية (بالفيتنامية: Quốc hội nước Cộng hoà xã hội chủ nghĩa Việt Nam)‏ هي الهيئة التشريعية في فيتنام.
يعترف دستور فيتنام بالمجلس على أنه «أعلى جهاز في سلطة الدولة». تجتمع الجمعية الوطنية، وهي هيئة مؤلفة من 498 عضوًا ومنتخبة لمدة خمس سنوات، مرتين في السنة. يُعيّن المجلس الرئيس (رئيس الدولة)، ورئيس الوزراء (رئيس الحكومة)، ورئيس القضاة في المحكمة الشعبية العليا في فيتنام، ورئيس النيابة العامة الشعبية العليا في فيتنام (أو «مكتب الشعب الأعلى للرقابة والتفتيش»)، وأعضاء الحكومة وعددهم واحدًا وعشرين عضوًا. في نهاية المطاف، يتمتع الحزب الشيوعي في فيتنام «سي بّي فّي» بنفوذ كبير على السلطة التنفيذية ويمارس السيطرة من خلال اللجنة المركزية المؤلفة من 150 عضوًا، والتي تنتخب المكتب السياسي المؤلف من 15 عضوًا في مؤتمرات الأحزاب الوطنية التي تُعقَد كل خمس سنوات. يشغل أعضاء الحزب جميع المناصب الحكومية العليا.
من الناحية الدستورية، تعدّ الجمعية الوطنية أعلى منظمة حكومية وأعلى هيئة تمثيلية للشعب. تتمتع الجمعية بصلاحية صياغة واعتماد وتعديل الدستور وصياغة وتعديل القوانين. تتحمّل الجمعية مسؤولية سنّ وتنفيذ خطط وميزانيات الدولة. تحدّد الجمعية من خلال صلاحياتها في صياغة الدستور، دورها الخاص وأدوار رئيس الدولة الفيتنامية والحكومة الفيتنامية ومجالس الشعب المحلية واللجان الشعبية ومحكمة الشعب العليا والنيابة العامة الشعبية العليا. يمكن للجمعية انتخاب وعزل وزراء الحكومة، ورئيس القضاة في محكمة الشعب العليا، والمدعي العام للنيابة العامة الشعبية العليا. أخيرًا، تمتلك الجمعية القدرة على بدء أو إنهاء الحروب وتحمّل واجبات وسلطات أخرى تراها ضرورية. تستمرّ كل جمعية وطنية لمدة خمس سنوات، وتُعقَد اجتماعاتها مرتين في السنة، أو على نحوٍ أكثر تواترًا إذا دعت اللجنة الدائمة للجمعية الوطنية لذلك.
في السابق، وإلى جانب واجباتها الرسمية العديدة، وُجدَت الجمعية الوطنية أساسًا كهيئة تشريعية للمكتب السياسي (المكتب السياسي) للحزب الشيوعي الفيتنامي «سي بّي فّي». حوّلت الجمعية قرارات المكتب السياسي إلى قوانين ومراسيم وحشدت التأييد الشعبي لصالح هذه القوانين. في إطار هذا الدور، يرأس مجلس الوزراء الجمعية الوطنية والذي يعمل من خلال مجلس الدولة وعدد متغير من اللجان ذات الأهداف الخاصة. لا يحدث نقاش فعلي حول التشريع. بدلًا من ذلك، ينشأ مشروع القانون في مجلس الوزراء، الذي يُسجِّل مشروع القانون ويعيّن عضوًا رئيسيًا في الحزب لتقديمه على أرض الواقع. يتلقّى العضو قبل تقديم المشروع تعليمات مفصّلة من مؤتمر الحزب في الجمعية، والذي عقد بدوره جلسات لدراسة التشريع المقترح. يصوّت الأعضاء وفقًا لإرشادات الحزب بمجرد تقديم التشريع.
على أي حال، وسّعت الجمعية الوطنية في الآونة الأخيرة نشاطها تدريجيًا وشملت الحياة السياسية في فيتنام. على الرغم من إصدار معظم التشريعات من قبل الحكومة حتى الآن، تُناقش هذه التشريعات اليوم بشكل أكثر احتدامًا في الجمعية الوطنية جاذبةً جمهورًا أكبر. اعتبارًا من عام 2009، شملت قضايا التشريعات الأكثر إثارة للجدل مشروع فيتنام للتنقيب عن البوكسيت في المرتفعات الوسطى وخطة فيتنام لمحطات الطاقة النووية الجديدة في محافظة ننه توان.

## تاريخ الجمعية الوطنية لفيتنام
كان مؤتمر النواب الوطنيين (Đại hội đại biểu quốc dân) شكلًا بدائيًا للجمعية الوطنية الحالية لفيتنام، وانعقد المؤتمر في 16 أغسطس 1945، في محافظة توين كوانغ الشمالية. أيّد هذا المؤتمر سياسة الانتفاضة العامة لفيت مين ضد القوات اليابانية والفرنسية في فيتنام. وعيّن المؤتمر لجنة التحرير الوطنية (Uỷ ban dân tộc giải phóng) كحكومة مؤقتة.
- الجمعية الوطنية الأولى (1946–1960)

بعد سلسلة من الأحداث التي سميت فيما بعد مجتمعةً باسم «ثورة أغسطس»، استولى فيت مين على السلطة في جميع أنحاء البلاد، وأعلن هو تشي نته عن إقامة جمهورية فيتنام الديمقراطية (Việt Nam dân chủ cộng hoà) في هانوي في 2 سبتمبر 1945. جرت أول انتخابات عامة على الإطلاق في فيتنام في جميع أنحاء البلاد في 6 يناير 1946، إذ تمكن جميع الأشخاص الذين تزيد أعمارهم عن 18 عامًا من التصويت. عُقدت الجلسة الأولى للجمعية الوطنية الأولى (Quốc hội khoá I) في 2 مارس 1946 بوجود حوالي 300 نائب في المسرح الكبير في هانوي. عُيّن نغوين فان تو رئيسًا للجنة الدائمة للجمعية الوطنية. وافقت الجمعية الوطنية الأولى على تعيين هو تشي منه رئيسًا للحكومة ومجلس الوزراء، واعترفت بالإمبراطور السابق باو داي بصفة المستشار الأعلى. عُيّن بوي بانغ دوان في الجلسة الثانية ليكون رئيسًا للجنة الدائمة للجمعية الوطنية. أصبح تون دوك تانغ رئيسًا بالإنابة منذ عام 1948، ورئيسًا للجنة الدائمة منذ وفاة دوان عام 1955.
أقرت هذه الجمعية الوطنية الدستورين الأول والثاني لجمهورية فيتنام الديمقراطية في عامي 1946 و1960 على التوالي. مُددَت فترة الجمعية الوطنية الأولى (14 عامًا) بسبب حالة الحرب في فيتنام، وخاصة بسبب تقسيم فيتنام وفقًا لاتفاقيات جنيف لعام 1954. اقتصرت أنشطة الجمعية الوطنية على فيتنام الشمالية فقط بين عامي 1954 و1976.
- الجمعية الوطنية الثانية (1960-1964)

بات من غير الممكن تنظيم انتخابات عامة على مستوى البلاد بسبب تقسيم فيتنام وإعلان جمهورية فيتنام في الجنوب. شُكّلت الجمعية الوطنية الثانية من قبل 362 نائبًا منتخبًا من لشمال و91 نائبًا من الجنوب ممن انتُخِبوا في أول جمعية وطنية واستمروا في ولايتهم. عُيّن ترونج شينه رئيسًا للجنة الدائمة للجمعية الوطنية وشغل هذا المنصب حتى عام 1981.
- الجمعية الوطنية الثالثة (1964-1971)

تتألف الجمعية الوطنية الثالثة من 366 نائبا منتخبًا من الشمال و87 نائبًا يواصلون فترة ولايتهم. مُدّدَت فترة ولاية الجمعية الوطنية الثالثة بسبب حالة الحرب. توفي الرئيس هو تشي منه خلال فترة ولاية الجمعية الوطنية الثالثة، وخلفه تون دوك تانغ.
- الجمعية الوطنية الرابعة (1971-1975)

انتُخب 420 نائبا للجمعية الوطنية الرابعة. سحبت الولايات المتحدة قواتها من فيتنام خلال الولاية الرابعة، وفقًا لاتفاقيات باريس للسلام لعام 1973.
- الجمعية الوطنية الخامسة (1975-1976)

تألفت الجمعية الوطنية الخامسة من 424 نائبًا منتخبًا. تُعدّ الولاية الخامسة أقصر ولاية للجمعية الوطنية إذ اختُصرت لتنظيم الانتخابات العامة على مستوى البلاد بعد إعادة توحيد فيتنام.
الجمعية الوطنية السادسة (1976-1981)
كانت هذه أول انتخابات بعد إعادة توحيد الشمال والجنوب، واختار الناخبون 492 عضوًا، منهم 243 يمثلون الجنوب و249 يمثلون الشمال. اعتمدت الجمعية الوطنية في هذا الولاية اسم جمهورية فيتنام الاشتراكية (Cộng hng hoà xã hội chủ nghĩa Việt Nam) للبلد الذي أعيد توحيده، ودُمجَت المنظمات المتشابهة وظيفيًا بين حكومة فيتنام الشمالية والحكومة الثورية المؤقتة لجمهورية فيتنام في الجنوب، وإعادة تسمية سايجون باسم مدينة هو تشي منه. وافقت الجمعية على الدستور الجديد في عام 1980.
- الجمعية الوطنية السابعة (1981-1987)

شهدت الجمعية الوطنية السابعة وأعضاؤها البالغ عددهم 496 نهاية الاقتصاد الفيتنامي المخطط المركزي وإطلاق الحزب الشيوعي الفيتنامي لسياسة التجديد (Đổi mới) لتبني نظام اقتصاد السوق. انتُخب ترونج شينه رئيسًا لمجلس الدولة، ونغوين هوو ثو رئيسًا للجمعية الوطنية.
- الجمعية الوطنية الثامنة (1987-1992)

لم تكن العملية الانتخابية حقيقية في الانتخابات السابقة، نظرًا لاختيار المرشحين الناجحين مُسبقًا. لم يكن من الممكن لأي شخص الترشح للمناصب ما لم يحصل على موافقة الحزب الشيوعي، وقامت الهيئة المحلية للحزب في العديد من الحالات بتعيين المرشحين. ومع ذلك، وجب على كل مواطن التصويت، وعلى الرغم من كون الاقتراع سريًا حينها، تلقّى الناخبون، من خلال جلسات دراسة العملية الانتخابية، توجيهات من الحزب فيما يتعلق بمن ينبغي عليهم انتخابه. كانت الانتخابات مفتوحةً نسبيًا حسب المعايير الفيتنامية في عام 1987. كان من الواضح تقبُّل الحزب وجود شريحة أوسع من المرشحين مع المزيد من النقاش. اختارت انتخابات عام 1987 عددًا من النواب قدره 496 نائبًا للجمعية الوطنية الثامنة. أقرّت الجمعية الوطنية في هذه الولاية دستور عام 1992، والذي ضمن الملكية الشخصية للمواطن في الأعمال التجارية. عُيّن لو كوانغ داو رئيسًا للجمعية الوطنية.
- الجمعية الوطنية التاسعة (1992-1997)

أسّست انتخابات 1992 أول جمعية وطنية بعد سريان دستور 1992. امتلأت أجندة الجمعية الوطنية منذ هذه الولاية بإجراءات سن القوانين لخدمة سياسة التجديد (Đổi mới). انتُخب نونغ دوك مانه رئيسًا للجمعية الوطنية وشغل هذا المنصب حتى عام 2001.
- الجمعية الوطنية العاشرة (1997-2002)

خلال فترة الولاية العاشرة، اختير الرئيس نونغ مانه ليكون الأمين العام للجنة حماية الصحفيين في مؤتمرها التاسع وتوقف عن عمله كرئيس للجمعية الوطنية. عُيّن نغوين فان آن ليحل محل مانه.
- الجمعية الوطنية الحادية عشرة (2002-2007)

تألفت الجمعية الوطنية من 498 نائبًا منتخبًا. انتُخب نغوين فين آن رئيسًا للجمعية الوطنية في عام 2002. انتُخب السيد نغوين فو ترونغ رئيسا للجمعية الوطنية في 26 يونيو 2006.
- الجمعية الوطنية الثانية عشرة (2007-2011)

بلغ عدد أعضاء الجمعية الوطنية الثانية عشرة (2007-2011) 493 عضوًا. انتُخب نغوين رسميًا في هذه الولاية رئيسًا للجمعية الوطنية.
- الجمعية الوطنية الثالثة عشرة (2011-2016)

تألفت الجمعية الوطنية من 500 نائب منتخب. انتُخب نغوين سينه هينغ في هذه الولاية رسميًا كرئيس للجمعية الوطنية. كان نواب الرئيس: تونغ ثي فونج، ونغوين ثي كيم نجان، وأوونج تشو لو وهوينه نجوك سون.
- الجمعية الوطنية الرابعة عشرة (2016-2021)

تألفت الجمعية الوطنية من 496 نائبًا منتخبًا. انتُخبَت نغوين ثي كيم نجان رسميًا كرئيسة للجمعية الوطنية في هذه الولاية. كان نواب الرئيس: تونغ ثي فونج، وأونج تشو لو، وفونج كووك هين، ودو با تاي.